# Pica pica
La gazza, nota anche come gazza eurasiatica o popolarmente come gazza ladra (Pica pica [Linnaeus, 1758]), è un uccello passeriforme della famiglia dei corvidi. 
Il nome scientifico della specie, pica, è un caso di tautonimia, in quanto ripetizione di quello del genere.

## Descrizione

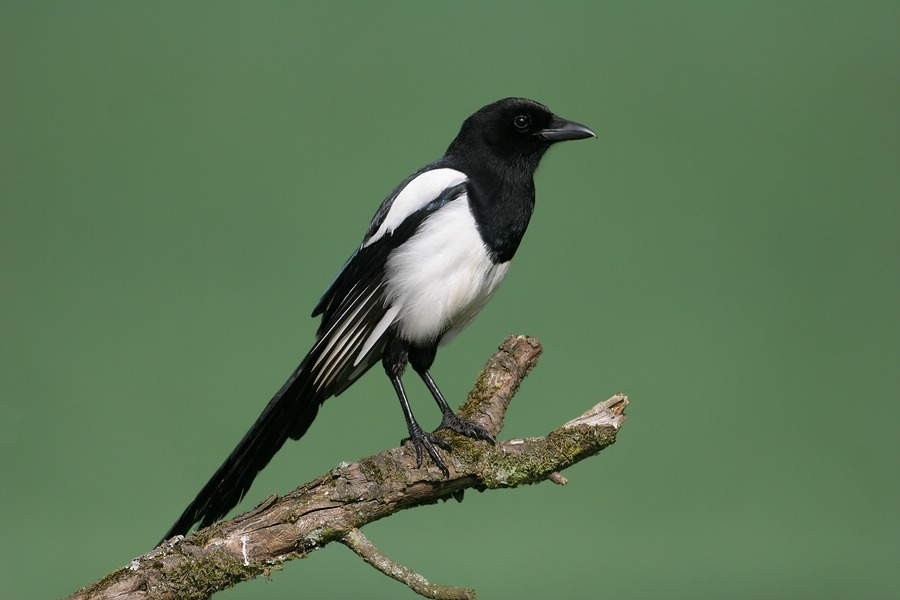
Esemplare in natura

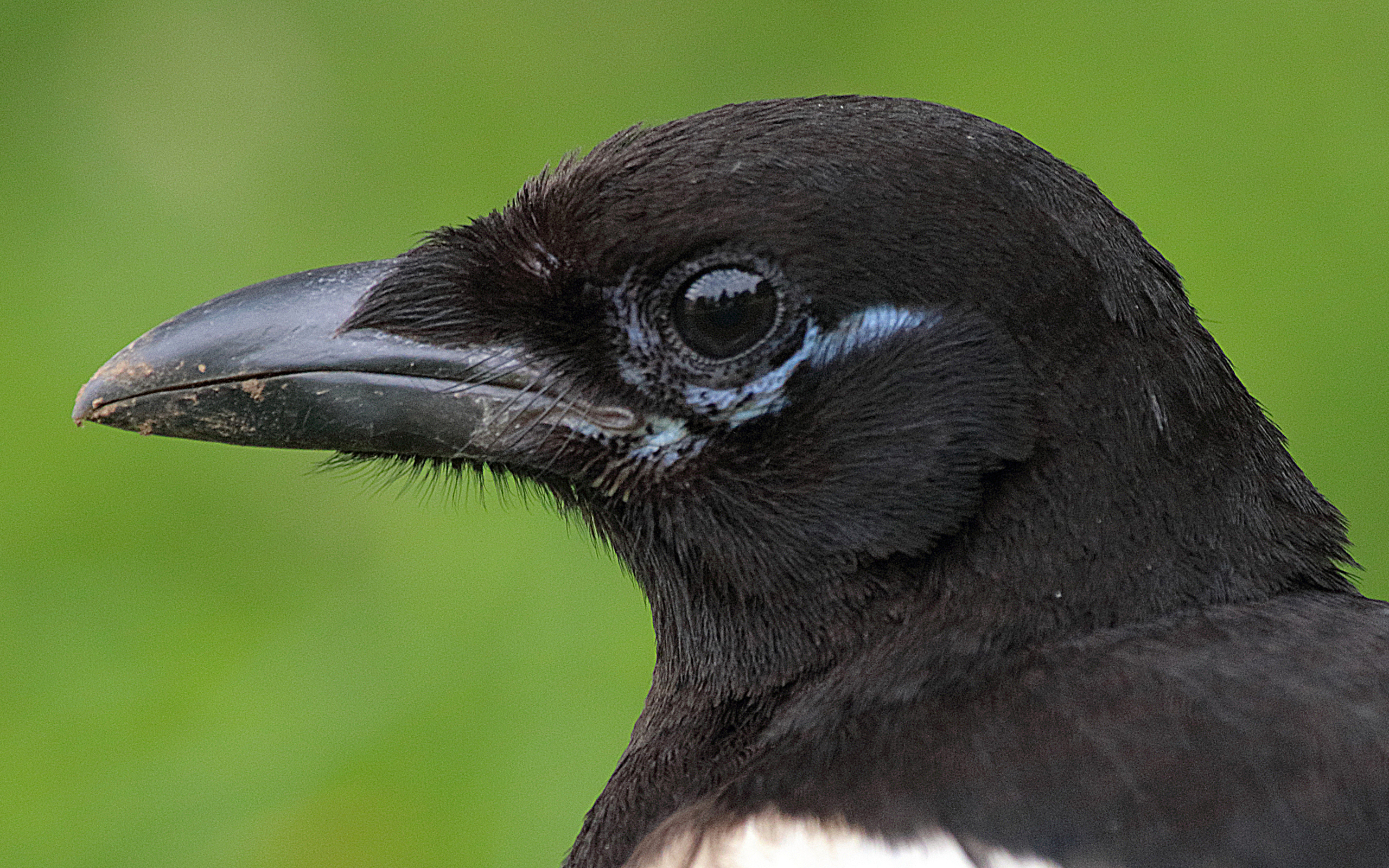
Primo piano di adulto

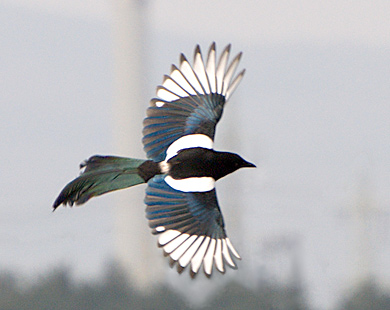
Esemplare in volo mostra il bianco alare e i riflessi metallici

### Aspetto
Si tratta di uccelli dall'aspetto slanciato, muniti di testa arrotondata con lungo e forte becco conico dall'estremità adunca, ali lunghe e digitate, lunga coda dalla forma romboidale e zampe forti: nel complesso, la gazza è inconfondibile nel suo areale, sia per la colorazione (che comunque può essere confusa con quella di altri uccelli nell'areale occupato dalla specie, come ad esempio la taccola daurica) sia soprattutto per la conformazione.
Il piumaggio è di colore nero sericeo su testa, parte superiore del petto, dorso, codone, sottocoda, basso ventre e parte piumata delle zampe, mentre fianchi, area scapolare, rimanente parte di petto e ventre, groppa sono di colore bianco candido. Le ali sono nere, con remiganti primarie bianco-grigiastre dai riflessi color acciaio e sottile orlo nero. La coda, anch'essa nera, ha evidenti riflessi metallici bronzeo-verdastri; riflessi metallici che vanno dal bluastro al purpureo sono inoltre presenti su testa, ali e dorso.

Non è presente alcun dimorfismo sessuale nella colorazione, la quale, invece, tende ad avere una certa variabilità a livello di popolazione: ad esempio, le popolazioni africane presentano una vistosa area glabra bluastra sugli zigomi, ridotta o assente nelle altre, mentre quelle iberiche e arabe mostrano colorazione nera più estesa (soprattutto dorsalmente) e, nel caso di queste ultime, riflessi metallici caudali bluastri anziché verdi.
Il becco è nero, ricoperto di piume nel terzo basale. Anche le zampe sono nerastre, mentre gli occhi sono di colore bruno scuro.

### Dimensioni
Misura 46–50 cm di lunghezza (dei quali la metà spettano alla coda), per 161-268 g di peso e un'apertura alare di 52–62 cm; a parità d'età, i maschi sono più massicci e pesanti delle femmine.

## Biologia

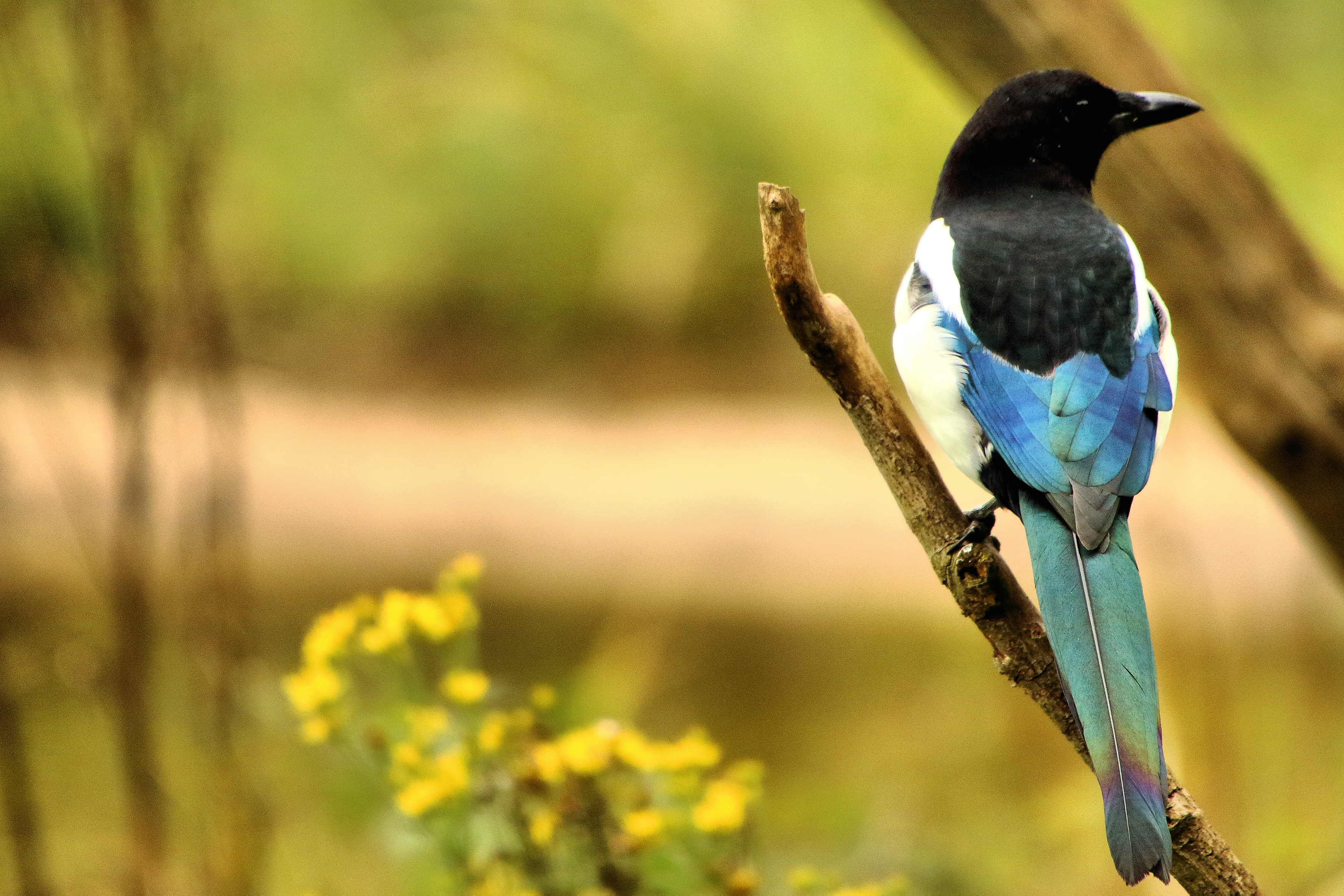
Esemplare di spalle nell'Hertfordshire

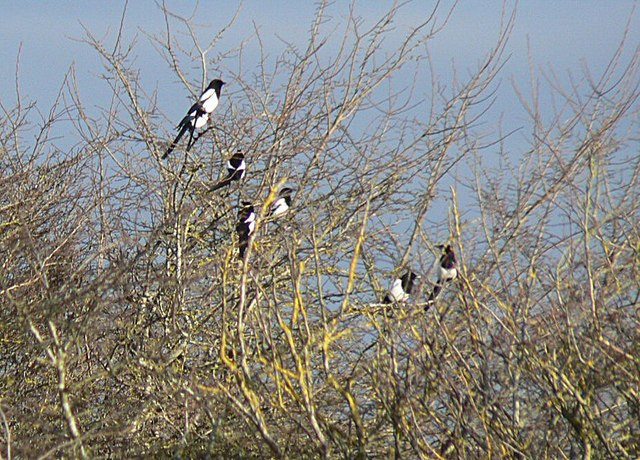
Gruppo di gazze nei pressi di Cardiff

La gazza è un uccello dalle abitudini di vita diurne, che all'infuori della stagione riproduttiva vive in coppie o in gruppetti a base familiare (una o più coppie coi figli di più covate precedenti) e passa la maggior parte della giornata spostandosi dagli alberi (dove risiede e dai quali tiene d'occhio i dintorni) al terreno (dove reperisce il cibo). Le coppie sono stanziali nel proprio territorio, che difendono attivamente da eventuali intrusi conspecifici e talvolta da altri animali visti come una minaccia (ad esempio gatti o rapaci), che vengono infastiditi con picchiate e inseguimenti fino a quando non si allontanano. I maschi tendono a occupare il proprio territorio per la vita, mentre le femmine possono spostarsi fra i vari territori alla ricerca di nuovi compagni.

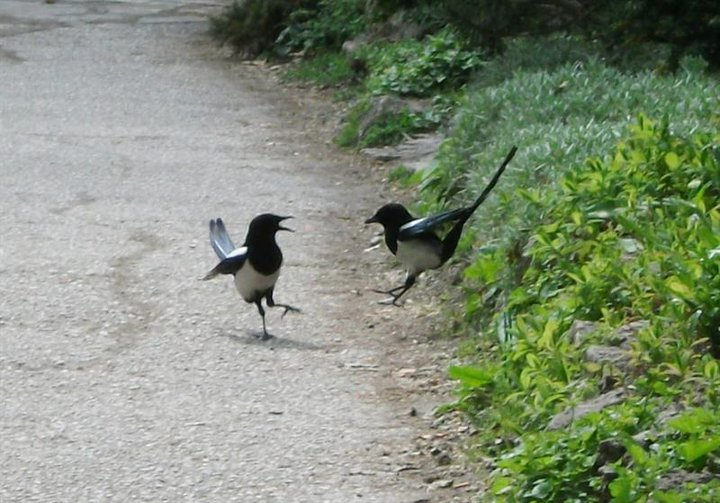
Due gazze giocano nei pressi di Budapest

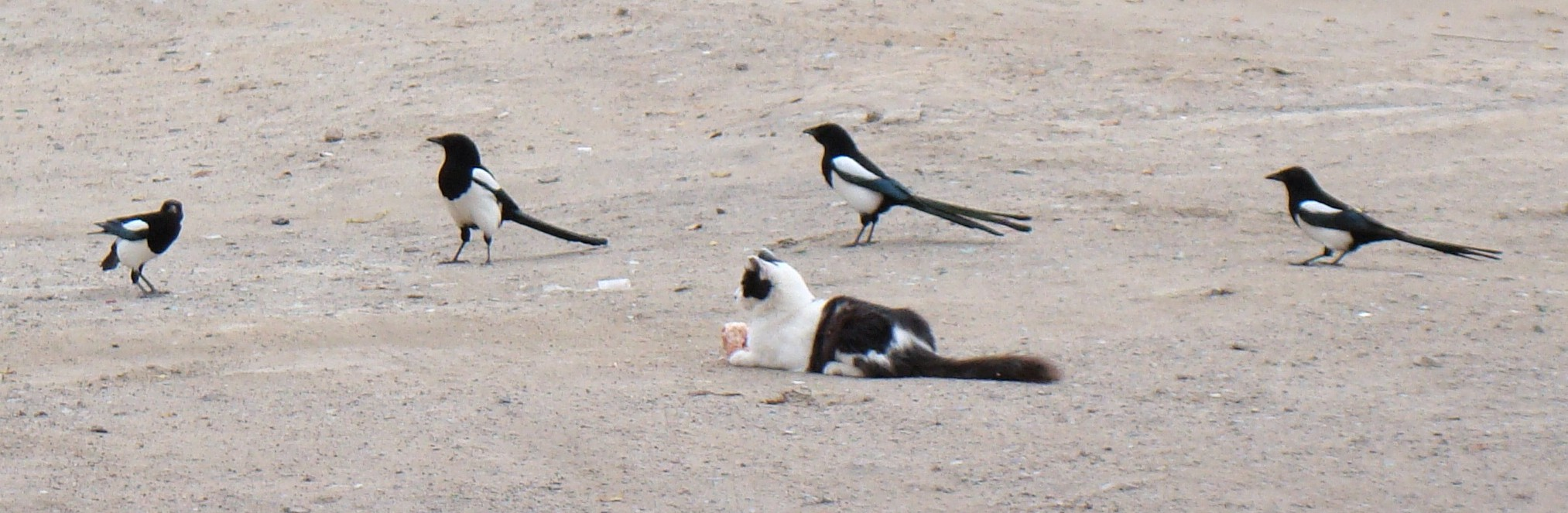
Gruppo di gazze molesta un gatto per scacciarlo a Bayqoñyr

La gazza è molto curiosa e intelligente: similmente ad altri corvidi, ha il rapporto fra le dimensioni del cervello e le dimensioni totali molto vicino a quello dei cetacei e delle scimmie antropomorfe, e in particolare lo striato presenta massa relativa simile a quella di scimpanzé e uomini, caratteristica questa che la gazza condivide con le taccole e che la posiziona fra gli animali più intelligenti in assoluto.

Le gazze, infatti, mostrano rituali sociali complessi, che evidenziano la presenza di cognizione sociale, immaginazione, memoria episodica, autoconsapevolezza (la gazza è uno dei pochissimi animali ad aver passato con successo il test dello specchio) e perfino del lutto.
Il verso è chioccolante, composto dalla stessa sillaba ripetuta 3-7 volte con intensità crescente a seconda dello stato d'eccitazione dell'animale. Questi uccelli sono inoltre in grado di imitare i suoni dell'ambiente che li circonda, compresa la voce umana.

### Alimentazione

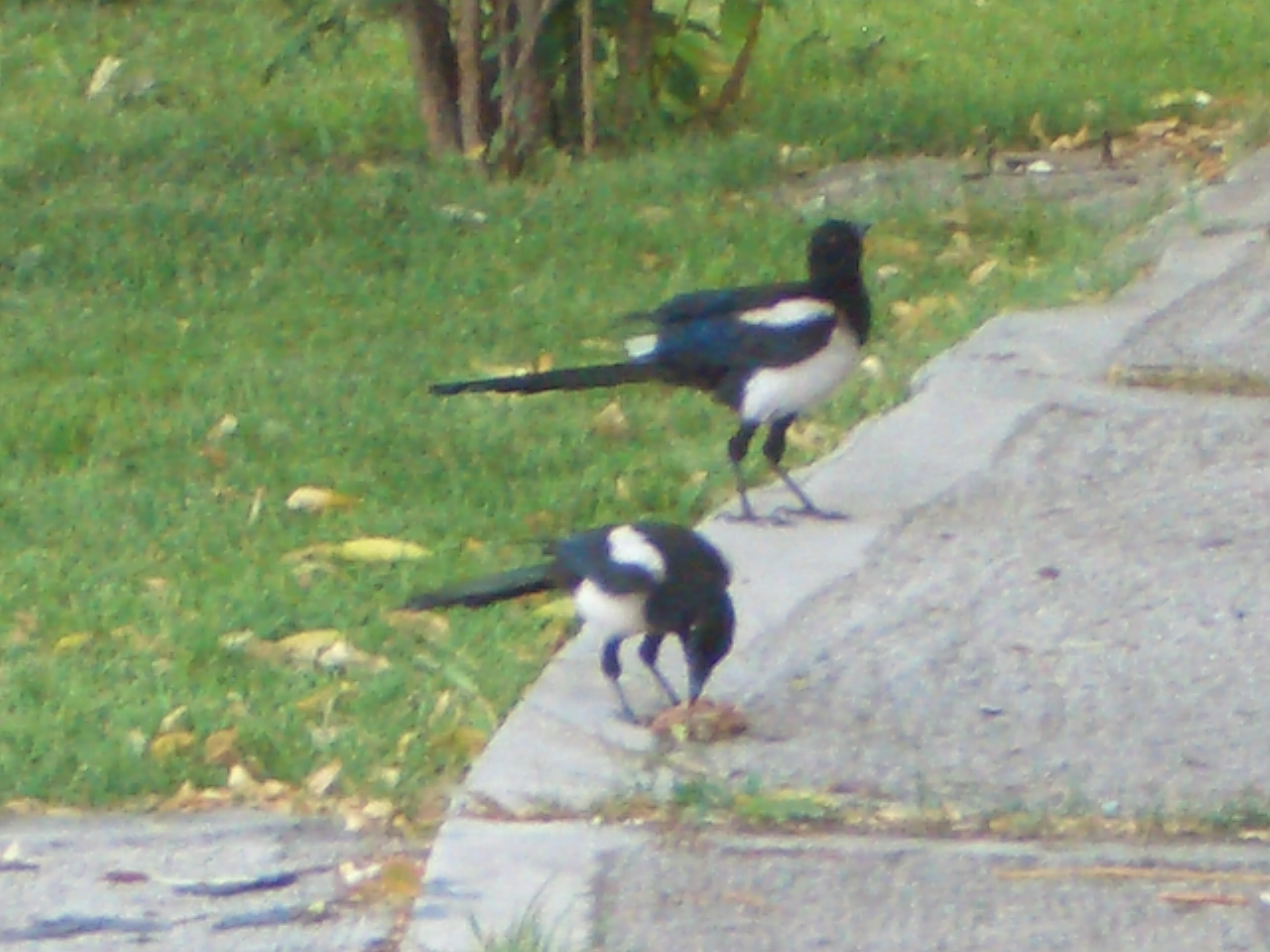
Coppia si alimenta sul ciglio di una strada in Turchia

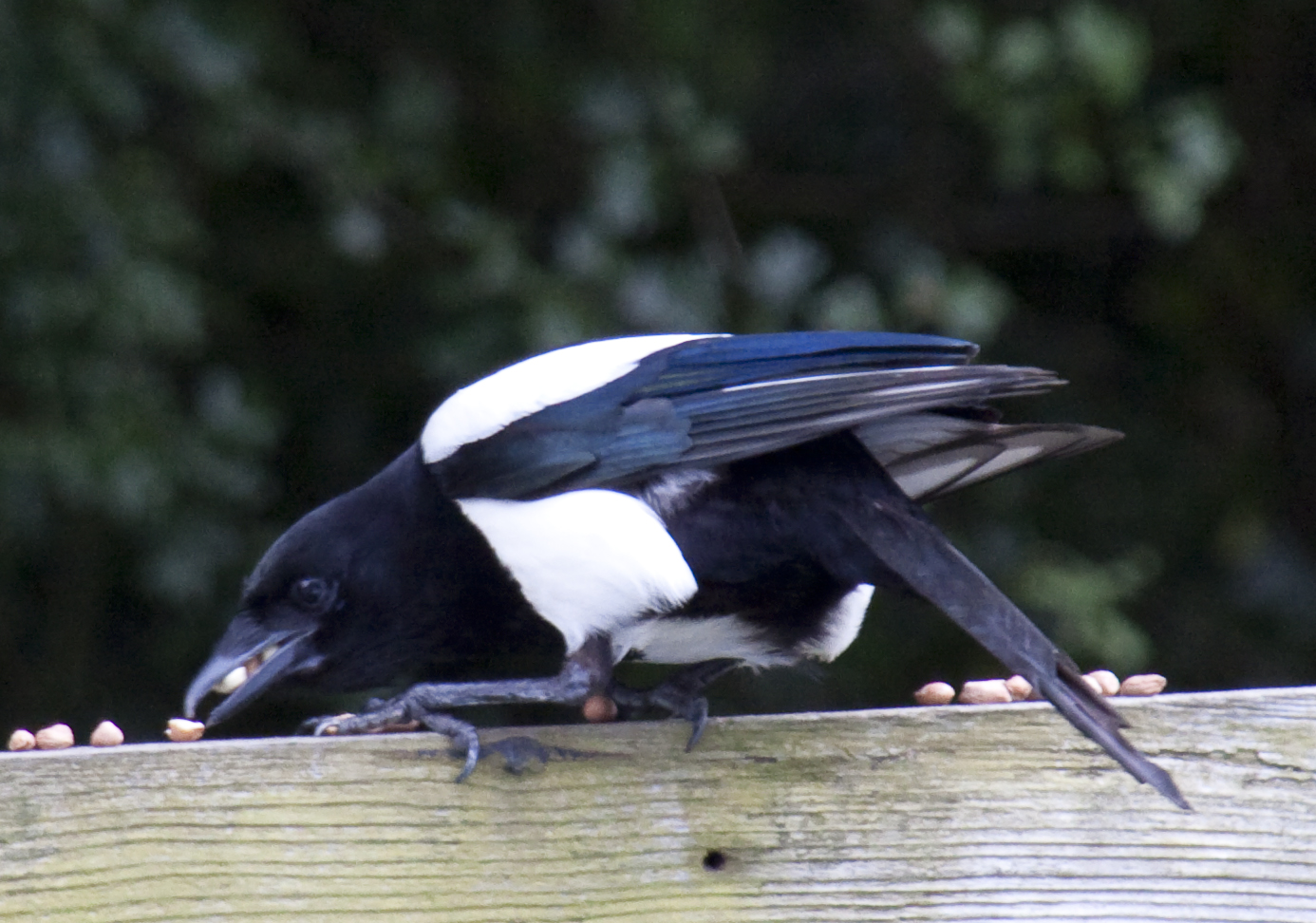
Gazza si nutre a Birmingham

La dieta è onnivora e molto opportunistica, costituita grossomodo di tutto ciò di commestibile che l'animale riesca a reperire nel proprio territorio: le gazze mangiano granaglie, semi, frutta a guscio, ghiande, bacche e frutti, ma il grosso della loro dieta si compone di invertebrati (soprattutto coleotteri e ragni), carogne, uova e nidiacei di altri uccelli e piccoli vertebrati.

La gazza è un'assidua frequentatrice delle aree antropizzate per il reperimento del cibo: è solita sostare o nidificare sugli alberi al limitare delle strade a scorrimento veloce per cibarsi degli animali investiti, così come non è infrequente (sebbene sia limitata in questo dalla concorrenza delle più grosse e aggressive cornacchie) osservarla mentre fruga nei cestini della spazzatura o apre i sacchi col becco per estrarne avanzi di cibo.

### Riproduzione

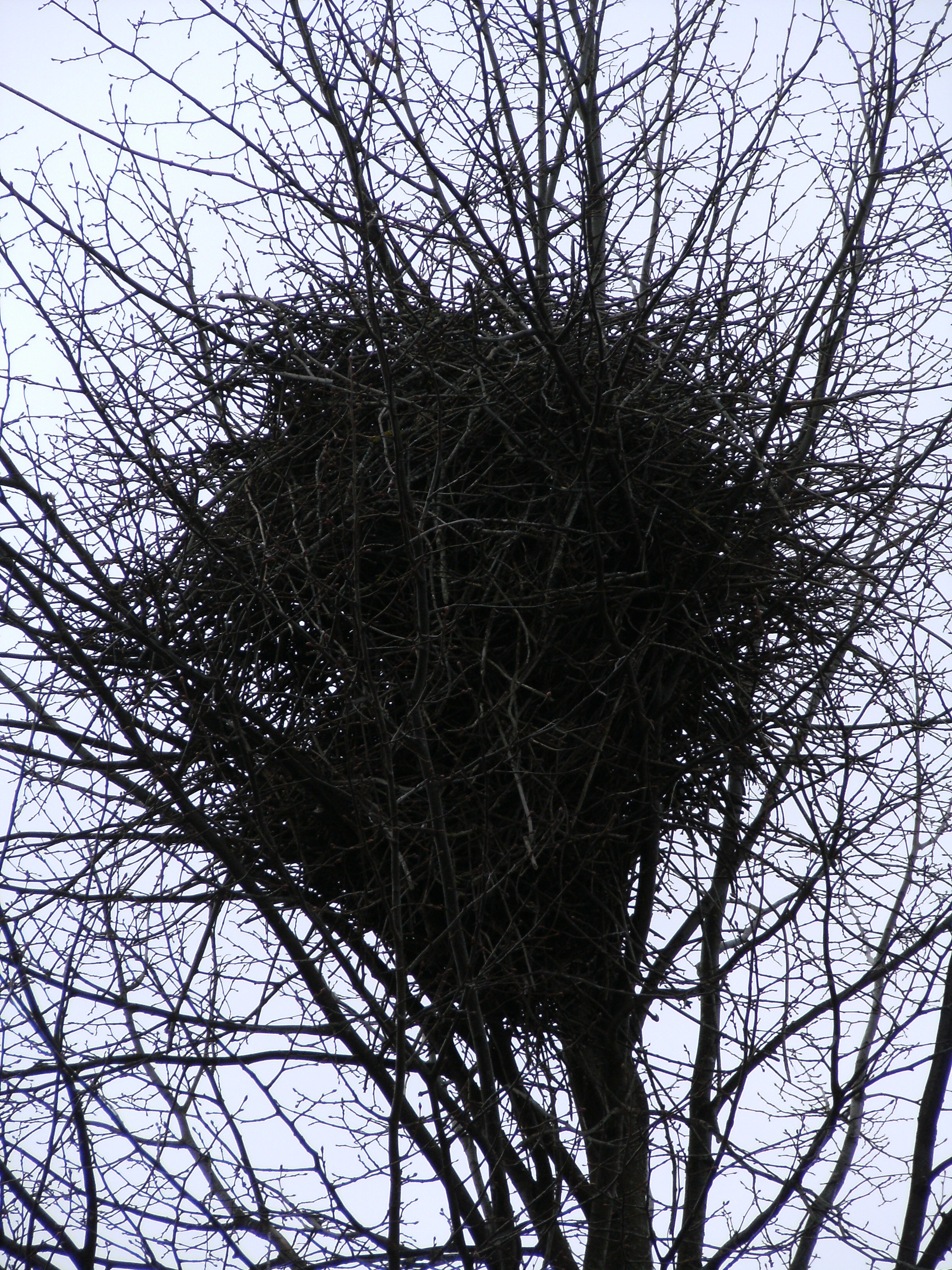
Nido in Svezia

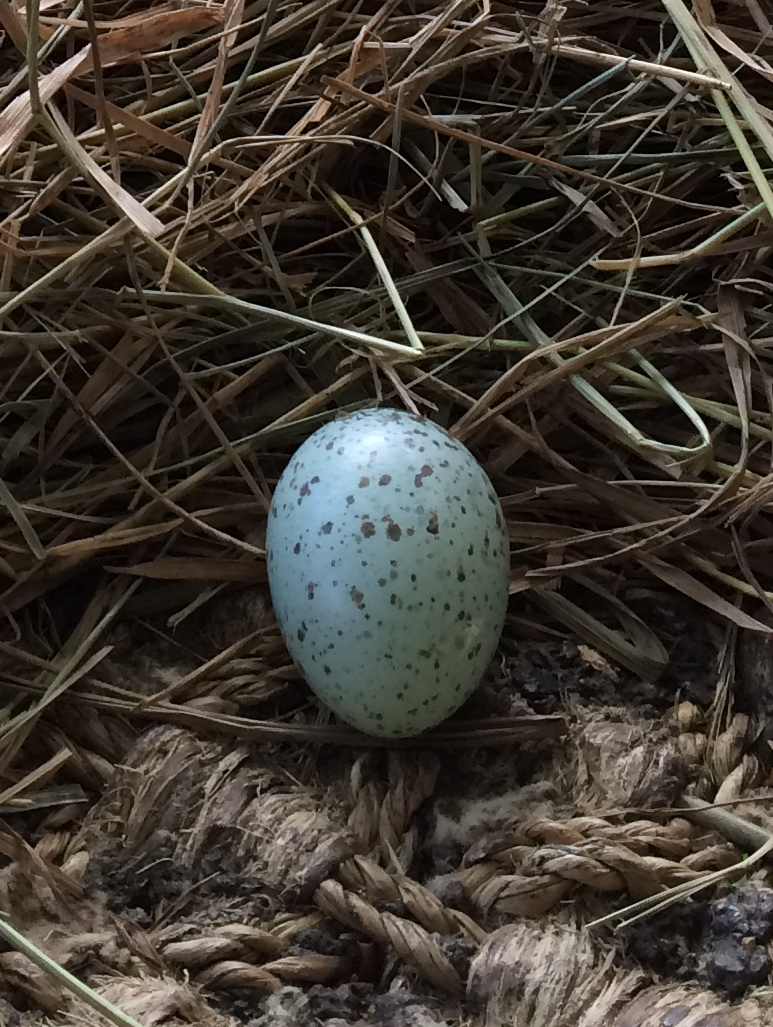
Uovo

La stagione riproduttiva comincia coi primi tepori, generalmente in primavera (con picco delle nidificazioni in aprile), anche se in caso di inverni miti la deposizione può avere luogo già a partire da dicembre. Le gazze sono uccelli rigidamente monogami, le coppie durano anche molti anni, sebbene la femmina possa abbandonare il compagno per accoppiarsi a un maschio più forte.
Il corteggiamento del maschio è incentrato sui movimenti della coda, che viene alzata e abbassata, spiegata a ventaglio e chiusa velocemente sotto gli occhi dell'amata, mentre lo spasimante emette bassi cinguettii flautati e arruffa le penne bianche dei fianchi a coprire il nero delle ali, mostrando il più possibile il bianco dei fianchi e del dorso. Le femmine danno grande importanza allo stato della coda, scegliendo come compagni i maschi con coda integra (segno di forza, in quanto le penne della coda si danneggiano facilmente durante i combattimenti o le aggressioni dei predatori) e lucente (segno di buona alimentazione). Dopo inseguimenti rituali in volo, generalmente la femmina si lascia montare.
Il nido, piuttosto voluminoso, ha un'inusuale forma globosa. Viene costruito da uccelli di ambedue i sessi verso la cima di un grosso albero solitario. È formato da una parte basale a coppa, fatta da un intreccio di ramoscelli tenuti insieme da fango e foderata internamente con uno strato di sottili fili di erba, e da una calotta superiore, piuttosto grossolana e costituita da rametti intrecciati.

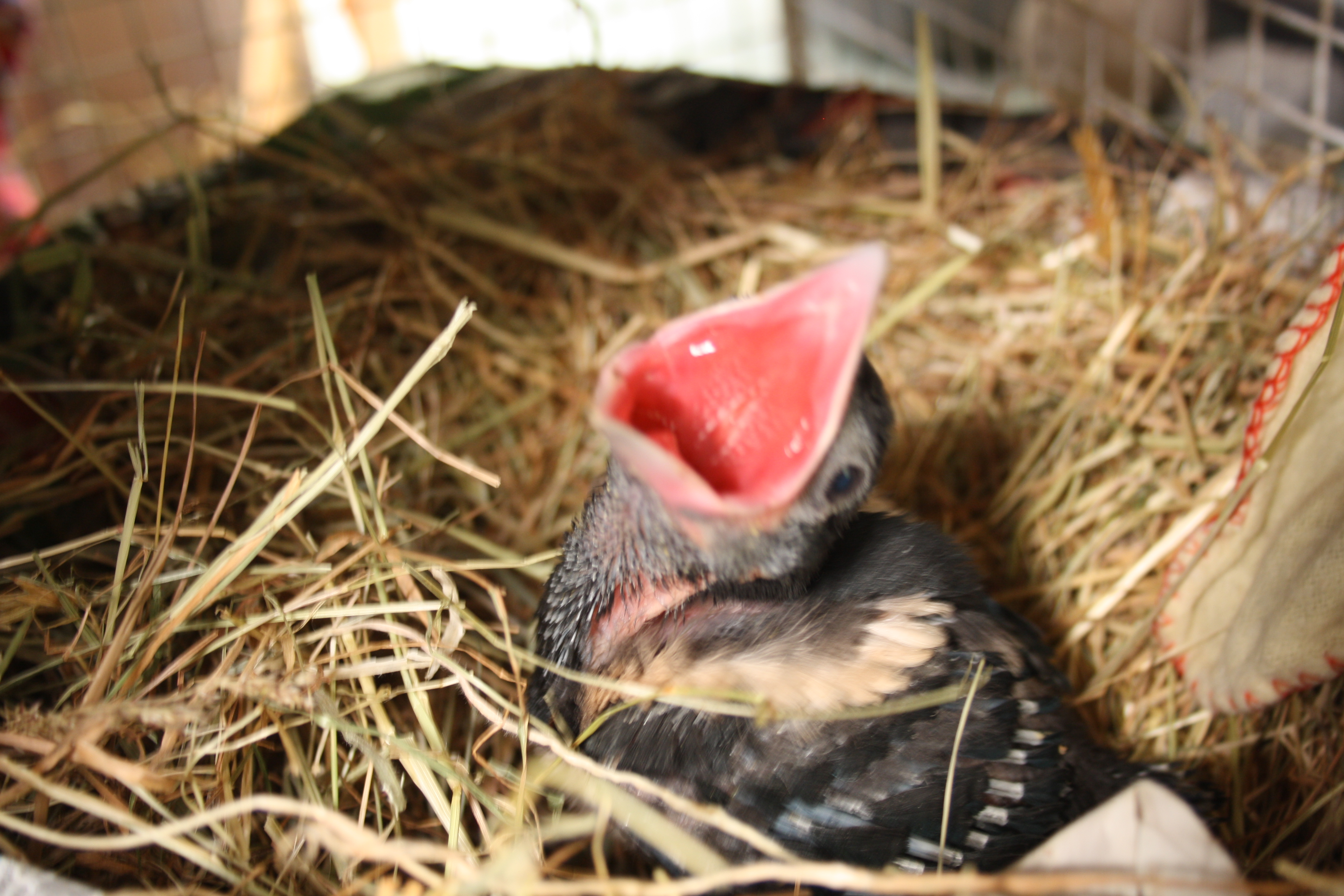
Nidiaceo in cattività

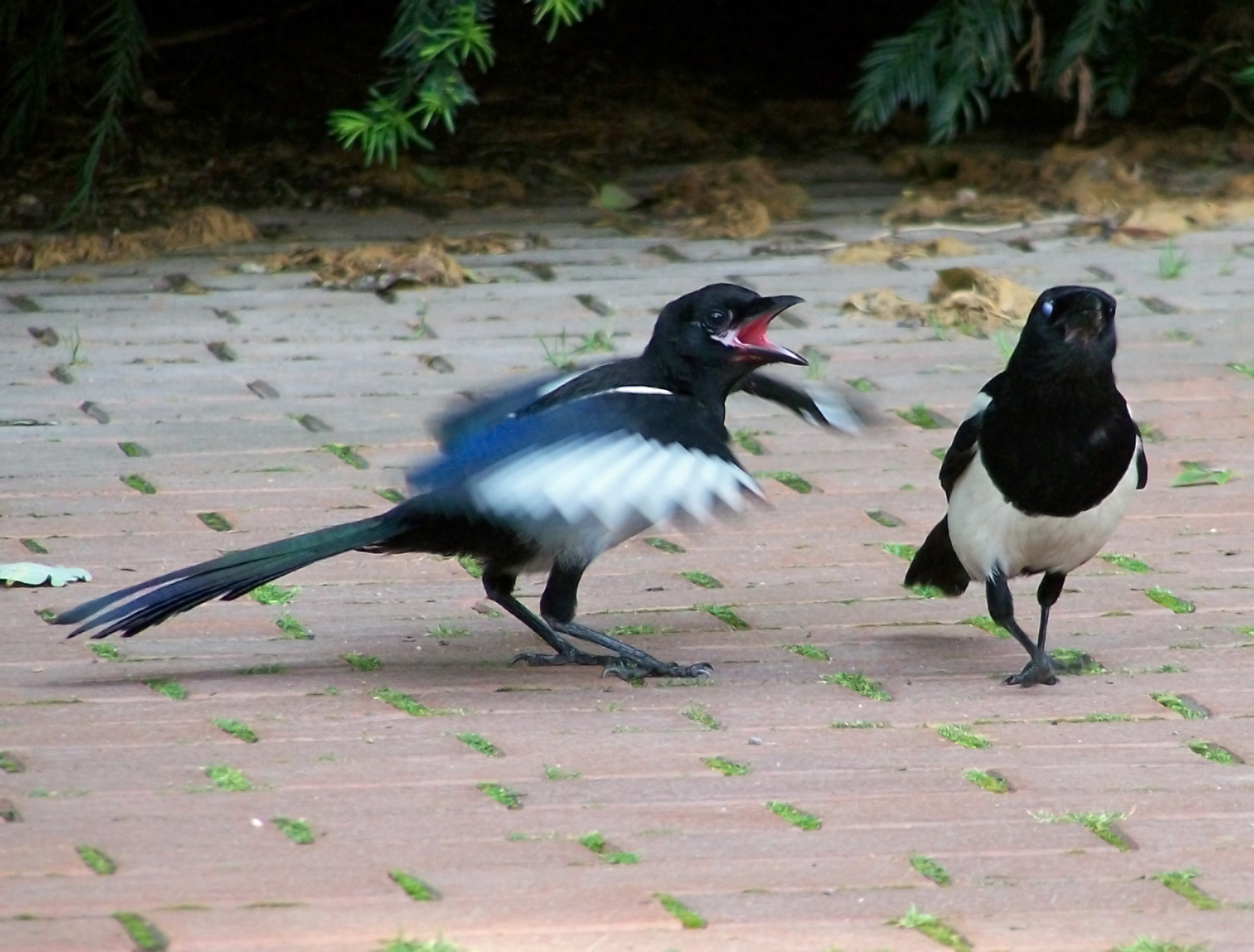
Giovane (a sinistra) chiede l'imbeccata alla madre

La femmina depone 3-10 (generalmente 6-8) uova, il numero delle quali è direttamente proporzionale alle dimensioni del nido. Le uova, piuttosto piccole in rapporto alla taglia dell'animale (32,9 x 23 mm), sono di colore azzurrino con fine maculatura bruno-olivastra. La madre le cova da sola (nutrita e protetta dal maschio) per 21-22 giorni, al termine dei quali schiudono pulli ciechi e implumi. I nidiacei vengono imbeccati dalla sola femmina col cibo fornito dal maschio per i primi 7-10 giorni: a questo punto, essi hanno gli occhi completamente aperti, sono ricoperti da un rado piumino, e cominciano a essere imbeccati direttamente anche dal maschio. A due settimane di vita, i piccoli cominciano ad avventurarsi ai bordi del nido, ma sono pronti per l'involo solo attorno ai 27 giorni di vita. Anche quando sono in grado di volare, continuano a rimanere coi genitori, chiedendo loro l'imbeccata (sebbene in maniera sempre più sporadica) per altre quattro settimane, prima di potersi dire indipendenti.
La mortalità dei nidiacei è molto alta: le uova vengono deposte al ritmo di una al giorno, sicché sussiste una differenza d'età anche considerevole fra i primi e gli ultimi nati, che raramente arrivano all'involo. A ciò si aggiungono le vittime fatte dai predatori, che fanno sì che meno di un quarto dei nuovi nati superi il suo primo inverno.

La speranza di vita delle gazze in natura è di 4-5 anni, ma alcuni esemplari superano i 20 anni. La maturità sessuale si raggiunge a un anno d'età, ma raramente questi uccelli si riproducono prima dei due anni o anche oltre (specialmente i maschi).

## Distribuzione e habitat

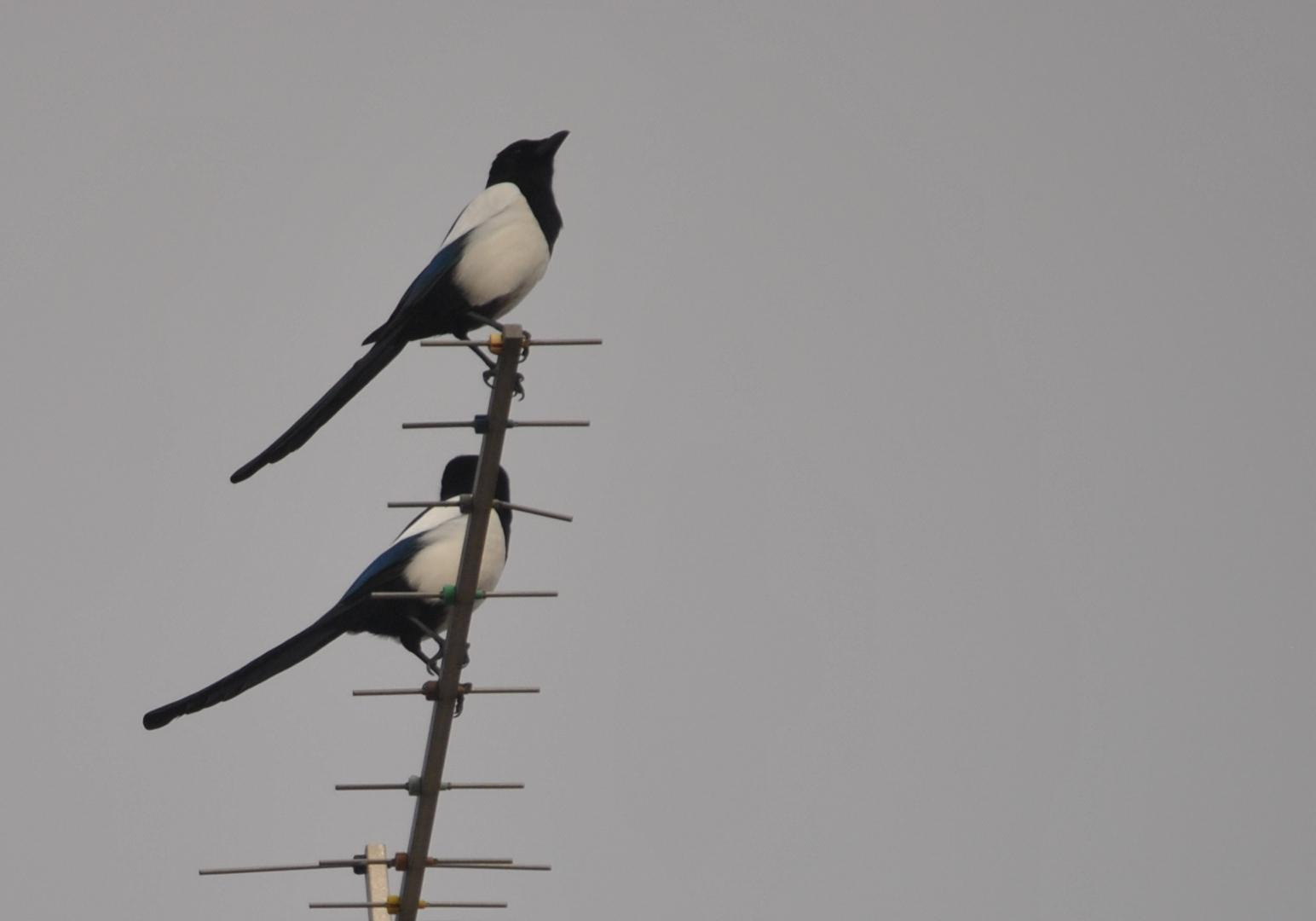
Coppia in ambiente antropizzato sull'Etna

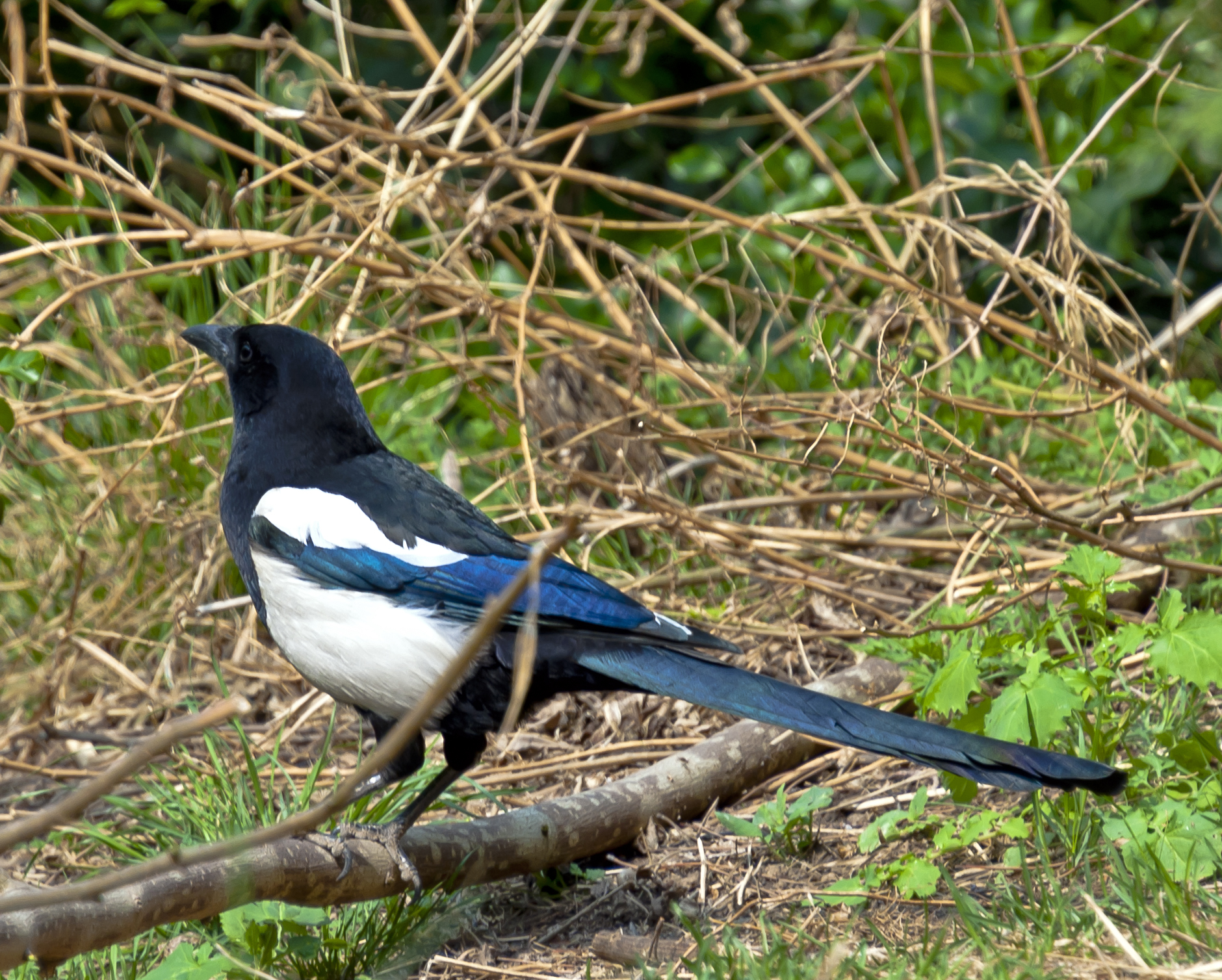
Esemplari della sottospecie serica a Pechino

La gazza ha distribuzione paleartica, occupando un ampio areale che va dalla penisola iberica alla penisola di Corea, coinvolge le isole britanniche, la Fennoscandia, l'Europa centrale, meridionale e orientale, la Russia europea, il Caucaso, il Vicino Oriente (Turchia, Kurdistan, Mesopotamia, nord dell'Iran e Monti Zagros), il Turkestan fino all'Uiguristan nord-occidentale, il nord dell'Afghanistan e del Pakistan, il Kashmir, la Mongolia, la Manciuria, a sud fino al nord di Vietnam, Laos, Birmania e Assam, attraverso gran parte della Cina centrale e orientale, il Tibet orientale e il Bhutan. Popolazioni disgiunte abitano inoltre la Kamčatka, il Nordafrica (area costiera dal sud-ovest del Marocco al nord della Tunisia) e la provincia saudita dell'Asir.

In Italia la gazza è presente con la sua sottospecie nominale in tutto il territorio peninsulare, in Sicilia e nelle isole circonvicine, mentre manca dalla Sardegna e dalla Corsica.

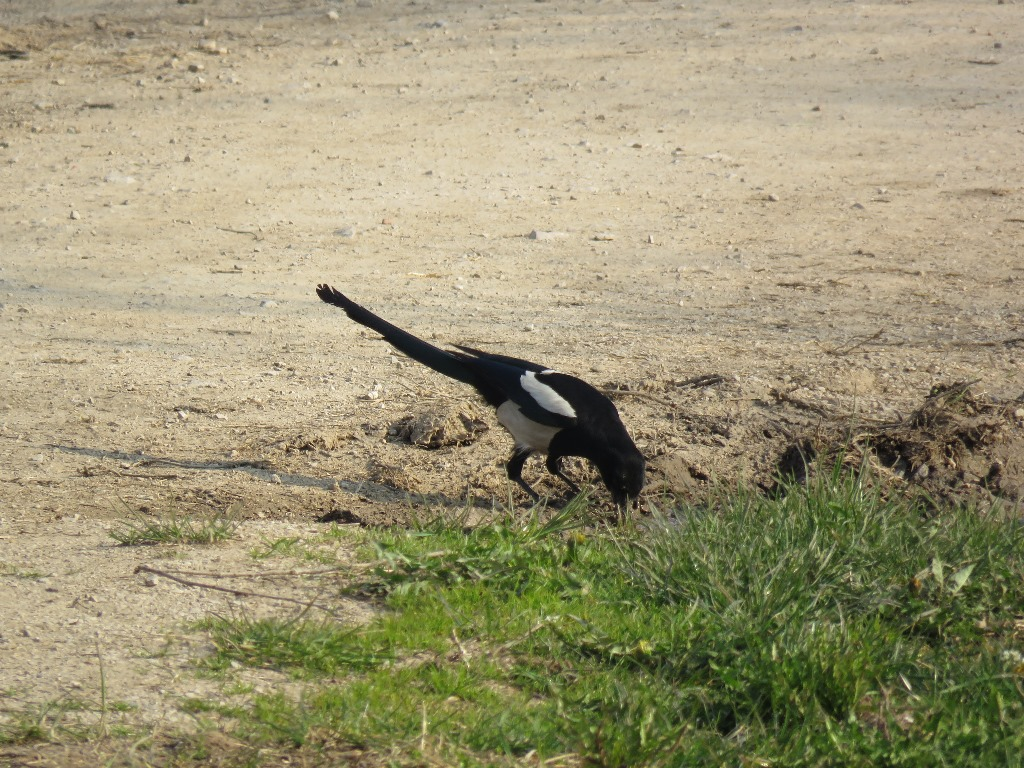
Esemplare si ciba al suolo a Niš

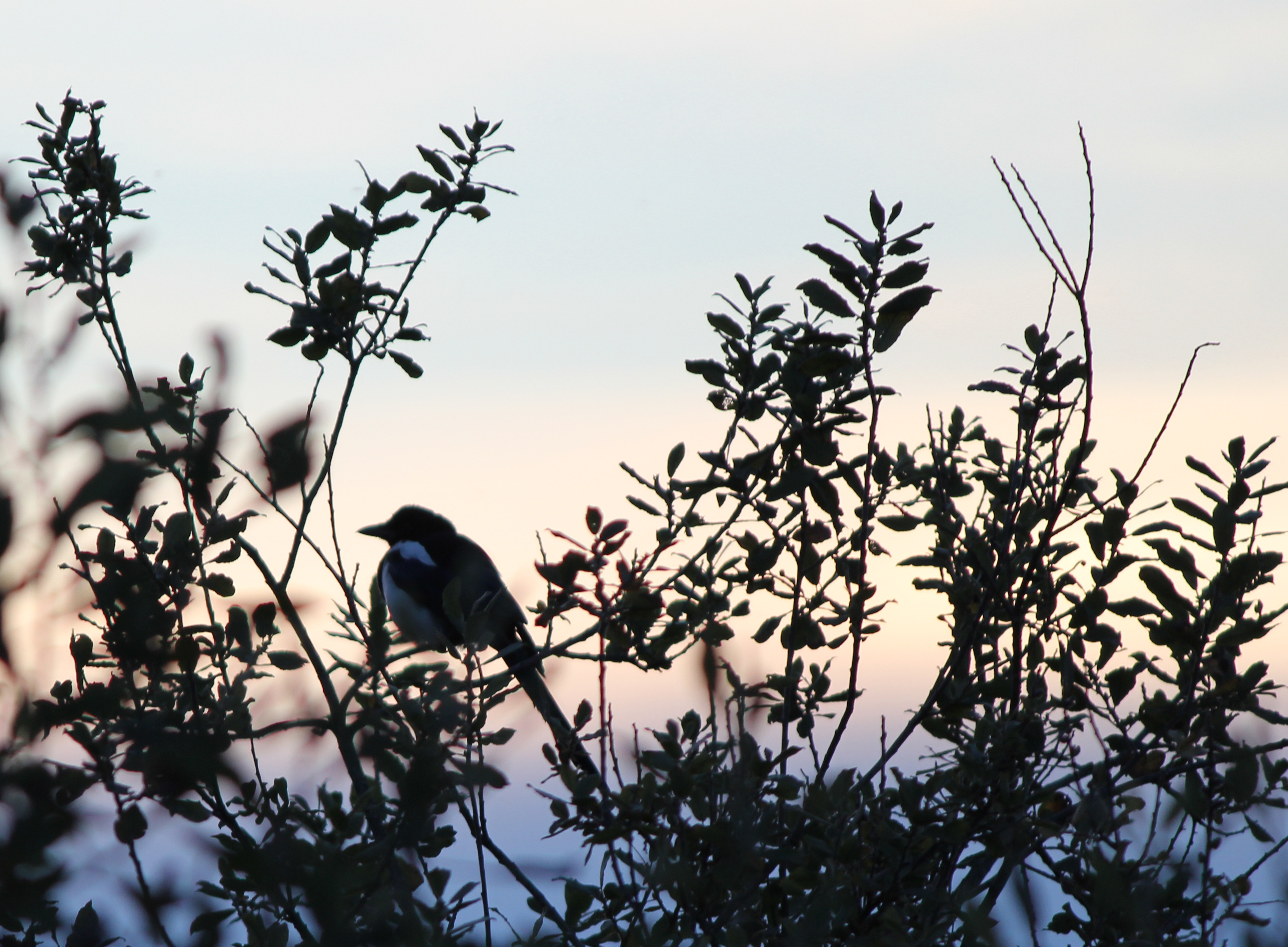
Esemplare su salice a Hedemora

Si tratta di uccelli stanziali, che raramente si spostano di più di 30 km dal luogo di nascita. Gli spostamenti riguardano perlopiù le femmine (che attraversano i territori dei maschi alla ricerca di un compagno) e i giovani in dispersione. Le popolazioni scandinave più settentrionali in autunno possono scendere a sud per svernare in luoghi meno rigidi.
La gazza è un uccello estremamente adattabile, in grado di popolare virtualmente tutti gli ambienti aperti con presenza di alberi isolati o di macchie alberate. Colonizza senza problemi le aree antropizzate, stabilendosi nei parchi e nei giardini e traendo beneficio dall'attività umana.

## Tassonomia

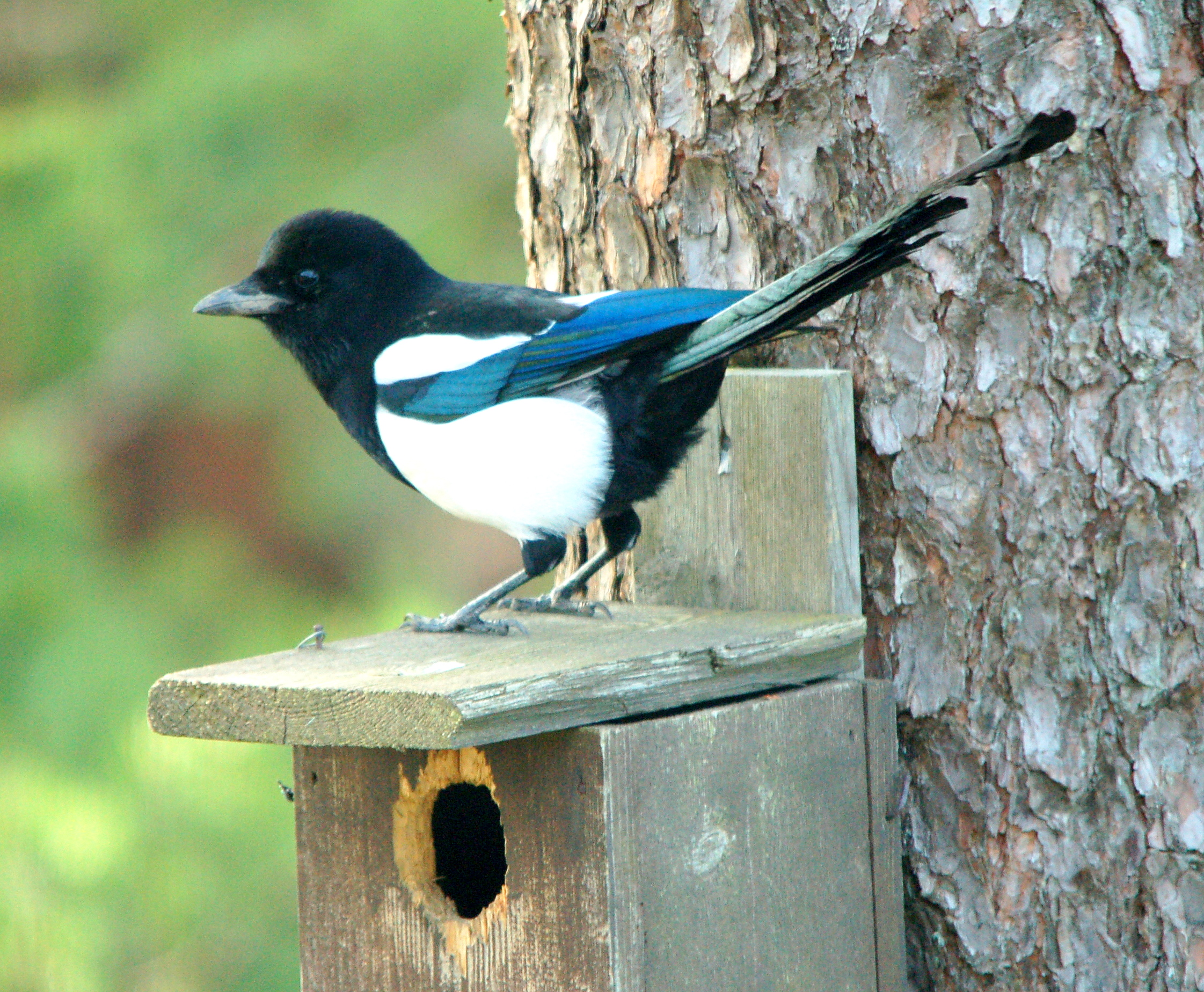
Esemplare della sottospecie nominale a Larvik

Se ne riconoscono dieci sottospecie:
- Pica pica fennorum (Lönnberg, 1927) - diffusa nel nord della Scandinavia, in Finlandia e nel nord della Russia europea, fino alla Siberia occidentale;
- Pica pica pica (Linnaeus, 1758) - la sottospecie nominale, diffusa dai Pirenei alle sponde nord-orientali del Mar Nero attraverso isole britanniche, Europa centrale e orientale, Paesi baltici, sud della Scandinavia, penisola anatolica ed Europa meridionale, comprese le isole del Mediterraneo;
- Pica pica melanotos (Brehm, 1857) - endemica della penisola iberica;
- Pica pica mauritanica (Malherbe, 1845) - endemica della costa magrebina;
- Pica pica asirensis (Bates, 1936) - endemica del sud-ovest dell'Arabia Saudita;
- Pica pica bactriana (Bonaparte, 1850) - diffusa a est degli Urali fino alla Manciuria occidentale, a sud fino alla Mesopotamia, ai monti Zagros e al Kashmir;
- Pica pica leucoptera (Gould, 1862) - diffusa dal sud della Transbajkalia alla Corea;
- Pica pica camtschatica (Stejneger, 1884) - diffusa lungo le sponde settentrionale del mare di Ochotsk e nella penisola di Kamčatka, oltre che in Čukotka;
- Pica pica serica (Gould, 1845) - diffusa in Cina centrale e orientale, oltre che a Taiwan, Hainan, Tonchino e nord di Birmania e Laos;
- Pica pica bottanensis (Delessert, 1840) - diffusa in Bhutan, Tibet orientale e Cina centro-occidentale (Quinghai e Sichuan occidentale).

Alcuni autori riconoscerebbero, inoltre, le sottospecie galliae della Francia, germanica della Germania (ambedue sinonimizzate con la nominale), kot dell'Ucraina orientale, laubmanni del Kelat, hemileucoptera della Siberia centrale, japonica del Giappone, amurensis dell'area di Chabarovsk, jankowskii dell'area di Vladivostok e anderssoni dell'Ussuri (sinonimizzate con bactriana), hainana di Hainan e alashanica dei monti Helan (sinonimizzate con serica).
La tassonomia della gazza è ancora incerta: se da un lato questi uccelli sono molto vicini alle altre due specie del genere Pica, al punto che alcuni ne suggerirebbero l'accorpamento in una singola specie, dall'altro all'interno della specie alcune delle sottospecie (asirensis, serica, mauritanica e, in misura minore, la disgiunta camtschatica) particolarmente distinte potrebbero costituire delle specie a sé stanti.

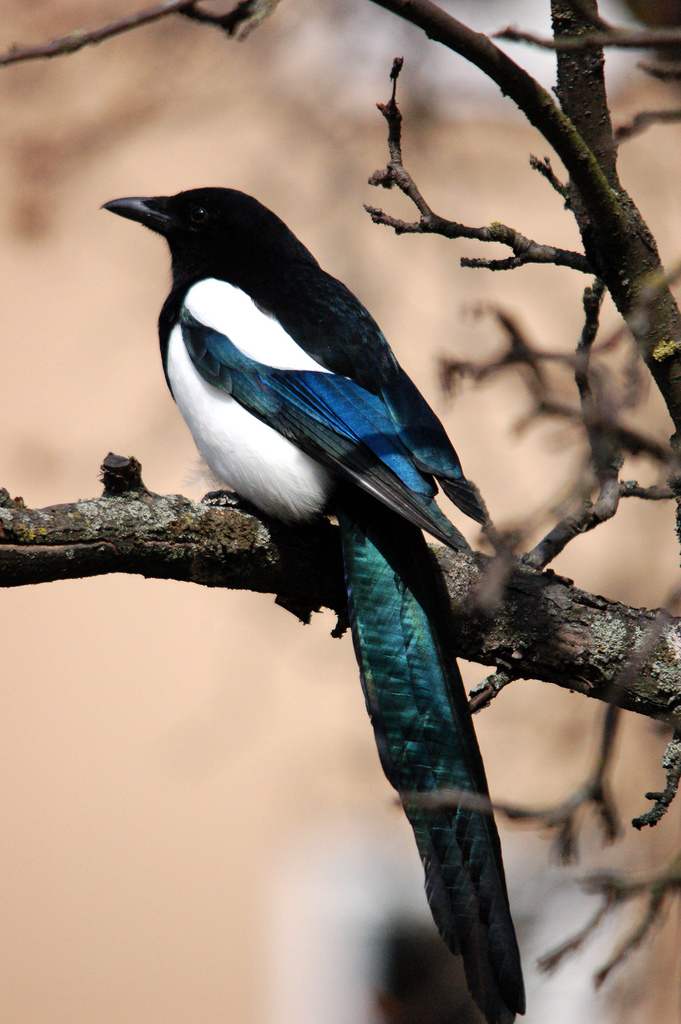
Esemplare della sottospecie fennorum a Helsinki
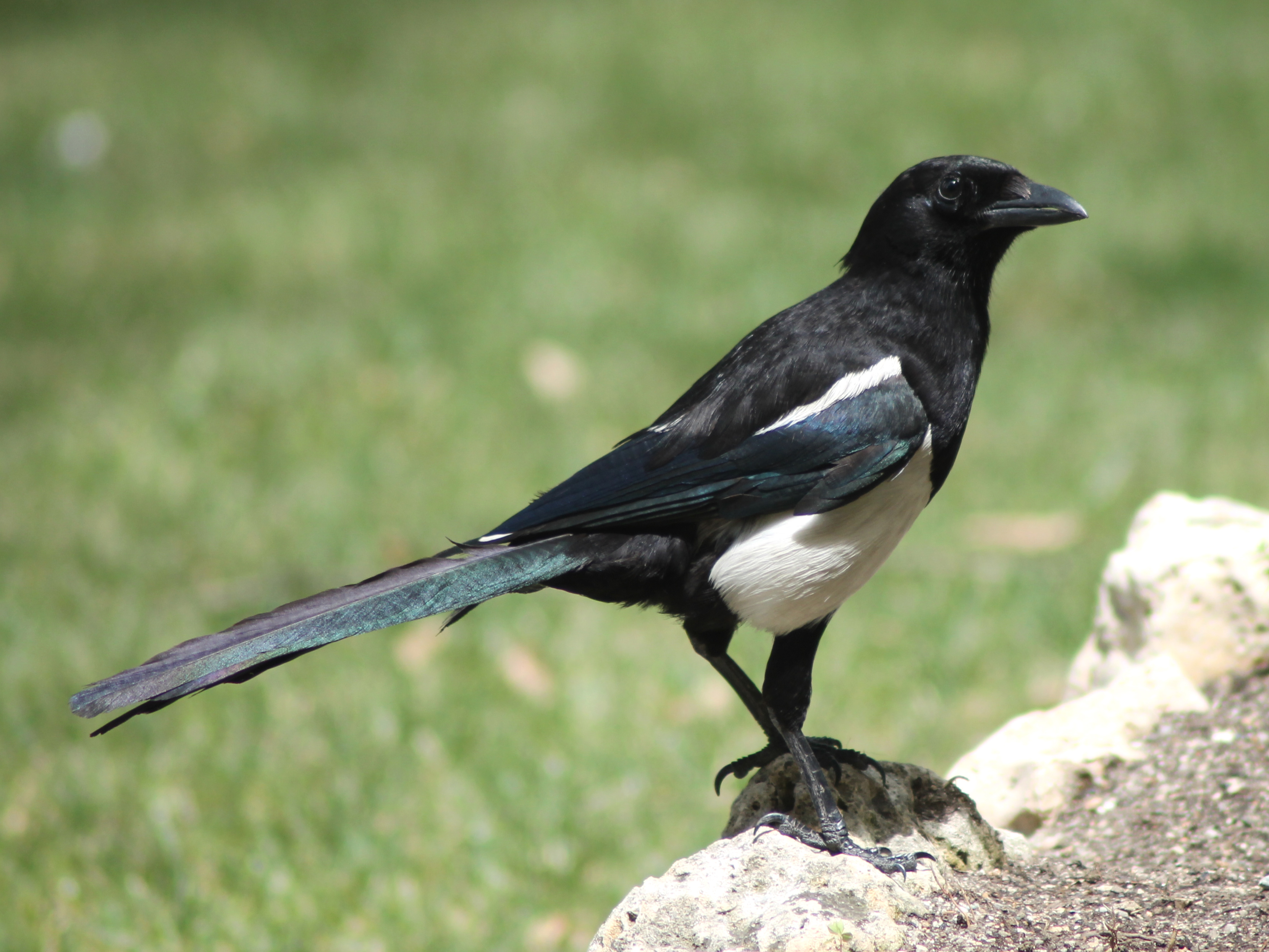
Esemplare della sottospecie melanotos a Madrid
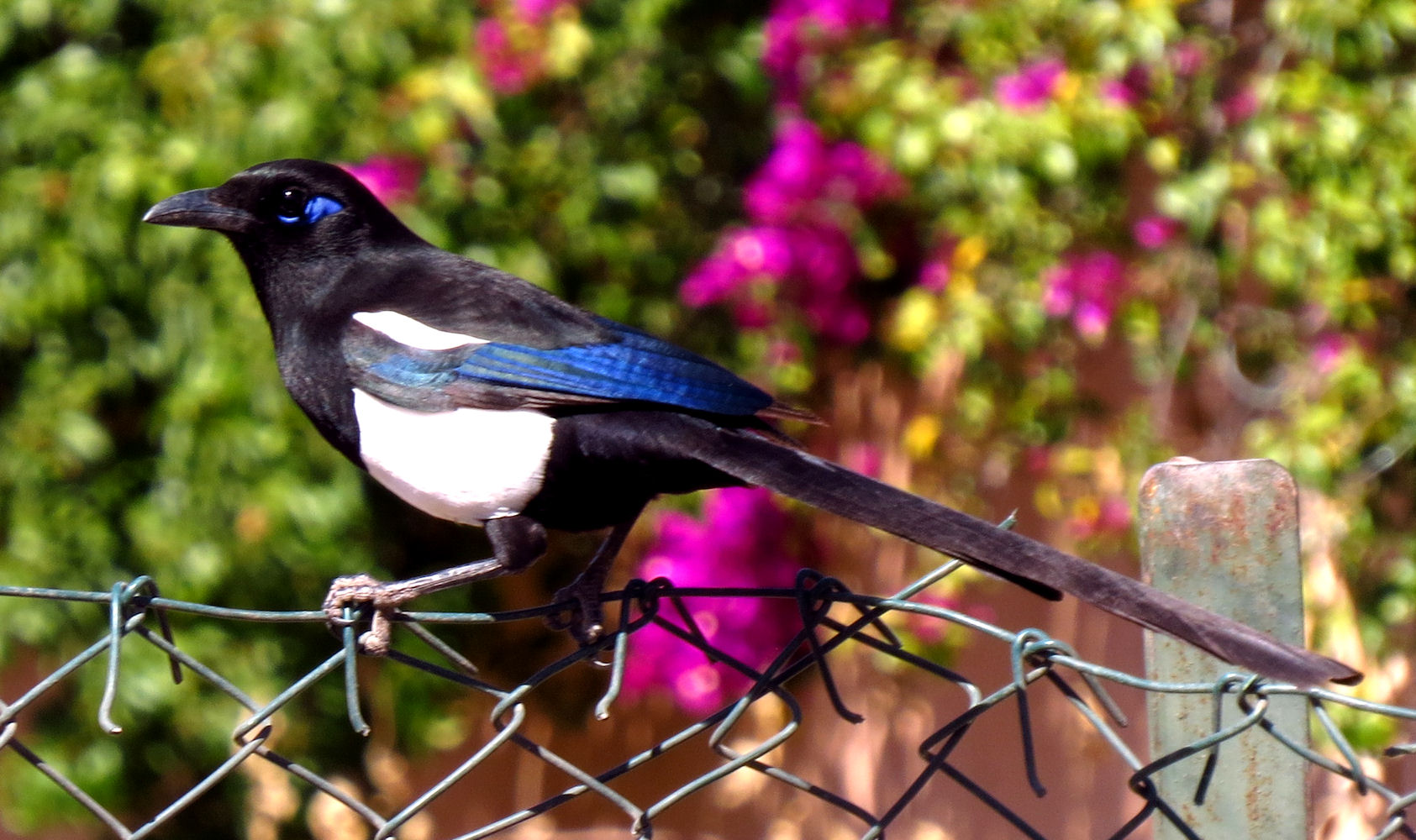
Esemplare della sottospecie mauritanica a Marrakech
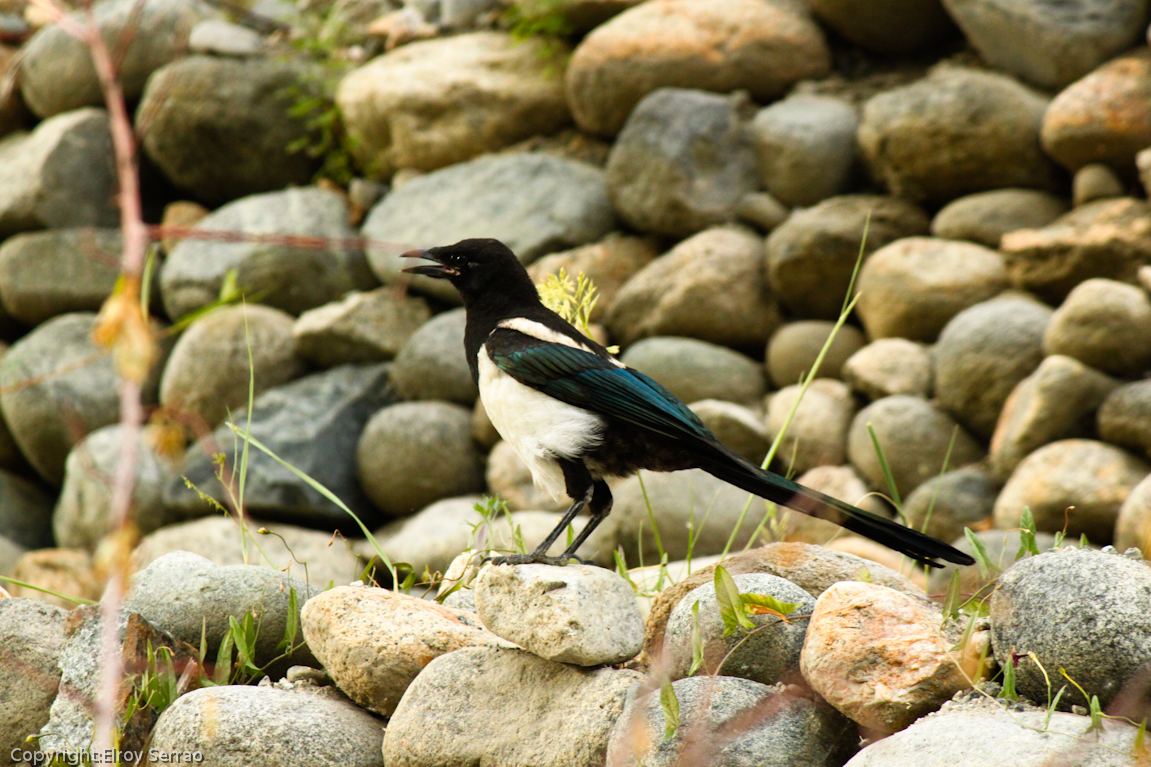
Esemplare della sottospecie bactriana vocalizza nel distretto di Leh
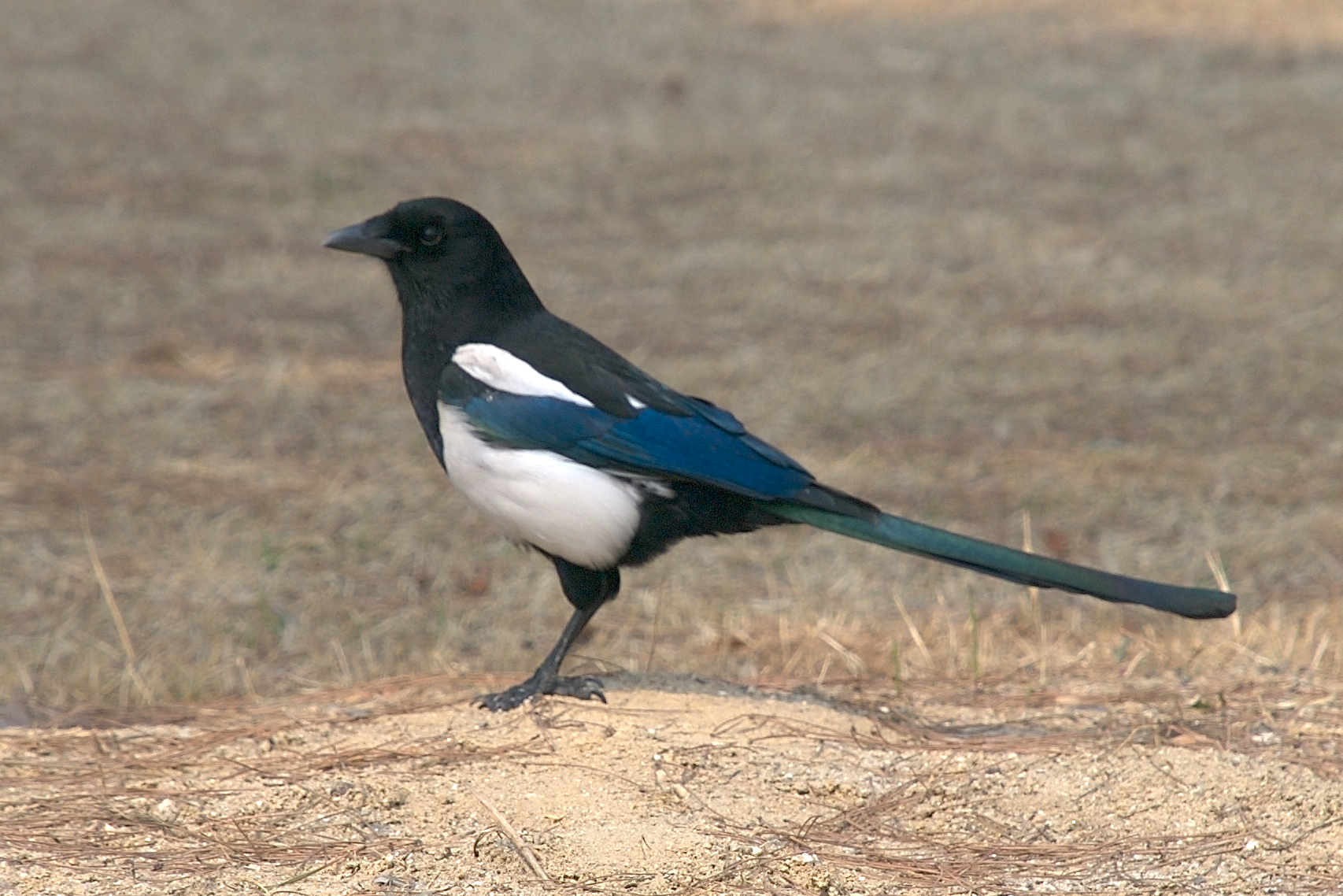
Esemplare della sottospecie leucoptera a Daejeon

## Rapporti con l'uomo

### Nella mitologia
Nella mitologia nordica la gazza rappresentava la messaggera degli dei e anche l'uccello della dea della morte Hel o delle misteriose Huldra.
Nella mitologia e poi nel seguente folklore slavo, soprattutto nel folklore bulgaro, la gazza è l'animale che conosce l'esatta ubicazione del villaggio di Zmeikovo, un posto incantato ai confini del mondo nel quale vivono tutti i mostri e le creature appartenenti al folklore slavo.

### Nella cultura di massa
La gazza ha un significato ambivalente nella cultura delle aree dove vive: in Europa viene generalmente connotata in maniera negativa, mentre in Estremo Oriente è vista positivamente.
Nelle Isole britanniche la gazza è foriera di novità, generalmente negative: vedere una gazza solitaria è presagio di cattivo tempo imminente, mentre una serie di filastrocche (con variazioni anche consistenti a livello regionale) descrivono l'effetto di vedere questi uccelli, a seconda del loro numero e del loro comportamento, e prescrivono per annullare l'effetto malaugurante della loro vista di salutarle e chiedere loro notizie della famiglia come si farebbe con dei conoscenti. In Scozia avere una gazza alla finestra è considerato presagio di un lutto imminente.

Le gazze sono inoltre identificate come ladre (non per niente uno dei nomi comuni di questi animali è "gazza ladra", riscontrabile anche nell'omonima opera di Gioachino Rossini) per la loro colorazione nera, l'astuzia e la passione (comune a molti corvidi) per gli oggetti luccicanti, che conservano nei nidi. In Scandinavia, oltre a questa connotazione, le gazze vengono associate alla stregoneria. 

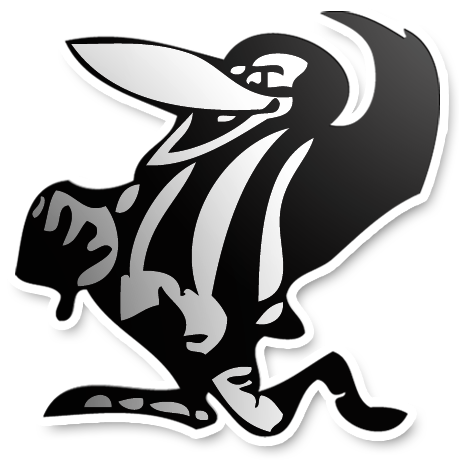
Gazza come mascotte del Newcastle United

La visione europea di questo animale è antitetica con quella asiatica: in Corea, ad esempio, la gazza viene salutata come portatrice di prosperità, e anche in Cina si ritiene che questi uccelli portino fortuna (com'è intuibile addirittura dal loro nome cinese, 喜鹊/喜鵲/xǐquè, col primo ideogramma che significa "felicità").

Anche sotto la dinastia Qing la gazza veniva considerata "l'uccello ufficiale della gioia".
Attualmente questi pennuti vengono deprecati anche per il loro effetto negativo sulla presenza di piccoli uccelli nei loro territori, il quale sarebbe stato tuttavia ridimensionato da alcuni studi.
I giocatori del Newcastle United Football Club vengono chiamati The Magpies (appunto le gazze) per i colori sociali, bianco e nero.

Le automobili in dotazione alla Police nationale di Parigi durante gli anni sessanta e settanta venivano soprannominate les pies (le gazze in francese) per lo stesso motivo.